# Châtelet les Halles (album)
Pour la gare ferroviaire, voir Gare de Châtelet - Les Halles.
Albums de Florent Pagny
RéCréation
(1999) 2
(2001)
Singles
1. Et un jour, une femme
Sortie : octobre 2000
2. Châtelet les Halles
Sortie : février 2001
3. Terre
Sortie : septembre 2001

Châtelet les Halles est le 6e album studio de Florent Pagny, sorti le 6 novembre 2000 chez Mercury France.
Cet album est le premier album studio complètement inédit après Savoir aimer au succès phénoménal. Il est néanmoins sans aucune publicité, à l'exception d'un clip, la maison de disques de Pagny ayant refusé le projet original du chanteur.

## Auteurs
Pagny fait à nouveau appel à une série d'artistes pour l'assister dans la réalisation de son album. Si Jacques Veneruso est toujours présent, il est le seul parmi les collaborateurs que Jean-Jacques Goldman avait présenté au chanteur lors de l'enregistrement de Rester vrai. Pascal Obispo, lui aussi, reste présent pour le premier succès de l'album, Et un jour une femme, et pour Y'a pas un homme qui soit né pour ça. À ses côtés, on trouve toujours Lionel Florence. L'autre compositeur fétiche d'Obispo, Didier Golemanas signe également une chanson. Patrice Guirao et Art Mengo (compositeur de Dix choses) restent également fidèles. Mais deux nouveaux noms attirent plus l'attention[réf. nécessaire] : David Hallyday pour les Ombres et la Légende de Carlos Gardel et Calogero Bros pour L'Air du temps. Le premier, stimulé par le succès de Sang pour sang pour Johnny Hallyday, devient un compositeur incontournable[précision nécessaire]. Il signe deux titres sur cet album. Quant à Calogero Bros, il s'agit en fait de la signature commune de Gioacchino Maurici et de son frère, Calogero, qui commence à percer[précision nécessaire] en solo (le compositeur exact de la chanson restant inconnu).
Trois autres chansons ont également connu un destin particulier :
- La Solitude fut également enregistrée par Mireille Mathieu, à qui Gérard Presgurvic l'avait également proposée.
- Y'a pas un homme qui soit né pour ça fut réenregistrée pour les 10 ans du Sidaction en 2004, en trio avec Pascal Obispo et Calogero.
- L'Air du temps fit l'objet d'un single sur l'album suivant, cette fois en duo avec Cécilia Cara.

## Liste des titres
| 1.    | Châtelet les Halles                  | Lionel Florence/Calogero Bros                              | 5:10 |
| 2.    | Comment je saurai                    | Didier Golemanas/Richard Seff                              | 4:56 |
| 3.    | Y'a pas un homme qui soit né pour ça | Lionel Florence-Patrice Guirao/Pascal Obispo               | 3:58 |
| 4.    | Un mot de Prévert                    | Lionel Florence/Pierre Marie-Philippe Falcao-Éric Melville | 3:26 |
| 5.    | L'Air du temps                       | Lionel Florence/Calogero Bros                              | 3:35 |
| 6.    | Les Ombres                           | Éric Chemouny/David Hallyday                               | 4:18 |
| 7.    | La Solitude                          | Gérard Presgurvic                                          | 5:07 |
| 8.    | Et un jour, une femme                | Lionel Florence/Pascal Obispo                              | 5:20 |
| 9.    | Dix Choses                           | Marc Esteve/Art Mengo                                      | 4:05 |
| 10.   | Terre                                | Jean-Marie Marrier-Benjamin Raffaëlli-Patrick Dupont       | 4:18 |
| 11.   | Le Temps joue contre nous            | Jacques Veneruso/Patrick Hampartzoumian                    | 4:14 |
| 12.   | La Légende de Carlos Gardel          | Éric Chemouny/David Hallyday                               | 4:47 |
| 13.   | Quelques Mots                        | Jacques Veneruso/Patrick Hampartzoumian                    | 3:43 |
| 56:57 |                                      |                                                            |      |

## Accueil
En France, l'album a été certifié double disque de platine. Il est rentré dans le classement du SNEP, le 5 novembre 2000 et y est resté 78 semaines dont une semaine à la première place.
La tournée qui devait suivre l'album fut finalement annulée.